# Das Gupferl

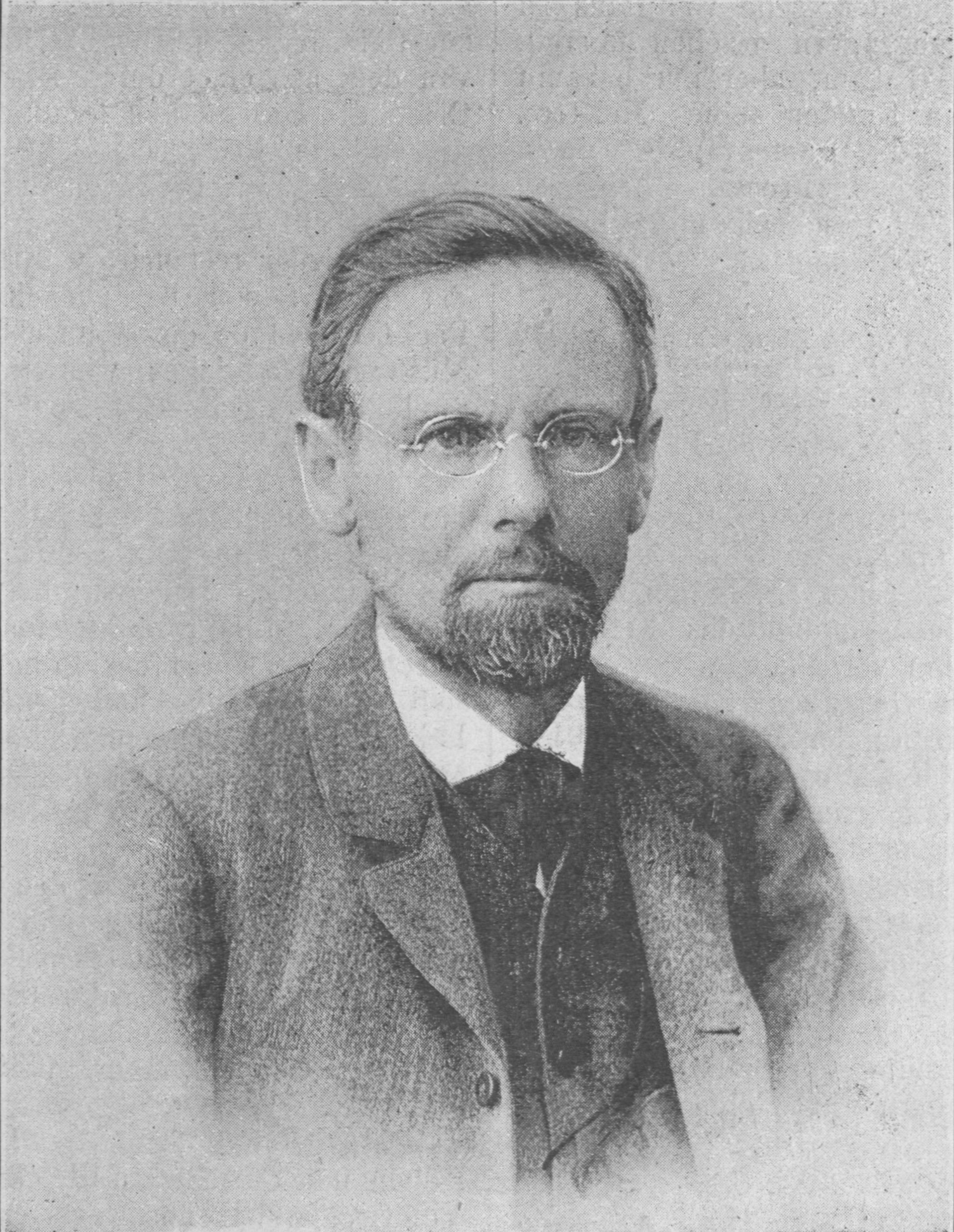
Peter Rosegger im Jahr 1893

Das Gupferl ist eine Erzählung des österreichischen Schriftstellers Peter Rosegger, die im Oktober- und Novemberheft 1892 (17. Jahrgang, Hefte 1 und 2) des Grazer Heimgartens erschien.

## Inhalt
An einem Hochsommertag auf der Wanderschaft, hält die junge Christine ihren kleinen Tonkrug unter die tropfende Rinne einer versiegenden Felsenquelle. Das Gefäß wird und wird nicht voll. Der Löffel-Greg, ein Hausierer, kommt mit seinem Karren vorbei, rastet und verwickelt die Durstige in ein Gespräch; fragt nach ihrem Namen. Christine nennt ihn nicht und bezeichnet sich als das Gupferl. Ein Gupf, also ein überflüssiger Mensch, der überall herumgestoßen wird, sei der Löffel-Greg auch. Nach einigem Hin und Her ist der Krug doch noch voll. Der Hausierer nimmt ihn der jungen Frau weg und trinkt ihn aus. Christine schließt sich dem Löffel-Greg trotzdem an, denn als Dienstmädchen in Graz hatte die Herrschaft kein gutes Wort für sie übrig gehabt. Hingegen der Hausierer findet Gefallen an der „jungen, hübschen Person“; zeigt Verständnis. Allerdings besitzt dieser Mann kein Zugtier. Christine spannt sich mit ein oder schiebt den Karren. Fortan lässt sich der gefräßige Hausierer von Christine aushalten. Bei Zwischenhalten in steirischen Bauerndörfern sucht sich die junge Frau Arbeit, bringt ihrem Gefährten Mahlzeiten mit, die dieser Mann gierig verschlingt. Der Löffel-Greg ist ein Faulenzer, der gern auf dem Strohsack seines Karrens liegt und Tabak raucht.
Christine arbeitet in den Dörfern nicht nur als Tagelöhnerin. Einmal näht sie den verwaisten kleinen Kindern des Strohdachdeckers Franz neue Kleider. Die Kinder reden fortan des Öfteren von der neuen Mutter.
Als eines Tages der Karren des leichtsinnig darauf rauchenden Hausierers lichterloh brennt, hat Christine, die gerade wieder im Dorf als Tagelöhnerin unterwegs ist, mit einem Schlage vor lauter Schreck keine Kraft mehr. Glücklicherweise veranlasst ein Großbauer ihre Pflege. Als der Löffel-Greg erfährt, dass das Gupferl schwer erkrankt darniederliegt, geht er einfach davon.
Als Franz fürs Dachdecken Geld erhalten hat, sucht er Christine auf und will das Kleidernähen bezahlen. Nebenher erwähnt er seine Kinder, die immer noch von der neuen Mutter reden. Christine heiratet schließlich den Dachdecker.
Jahre später bietet der mittlerweile abgehärmte Löffel-Greg, wieder einmal – nun mit dem Buckelkorb – durchziehend, in Rufweite des Hauses, in dem Christine für die Familie gerade Mittagessen kocht, seine Holzschnitzereien feil. Die Hausfrau will dem ehemaligen Gefährten warmes Essen auftischen, schickt aber ihre große Stieftochter hinaus. Denn Mitleid bringt Christine für diesen Menschen nicht mehr auf.

## Topoi
In dieser „Geschichte aus Steiermark“ wird als geografischer Ort außer Graz noch der Kärntner Wallfahrtsort Luschariberg genannt.

## Ausgaben
- Das Gupferl. S. 216–248 in  Das Buch der Novellen. Erster Band. Von Peter Rosegger (Adam das Dirndl – Die Harfe im Walde – Der Adlerwirt von Kirchbrunn – Das Gupferl – Der Hinterschöpp – Die Nottaufe – Das Unglück in Rieselwang – Die Kreuzhüttenbuben). L. Staackmann. Leipzig 1913